# Kanguka
Ne doit pas être confondu avec Kangura.
Kanguka (réveille-toi !) est un journal rwandais disparu fondé en 1988 qui critiquait la direction de Juvénal Habyarimana.   

## Histoire
La publication est lancée par le journaliste hutu Vincent Rwabukwisi, avec le soutien financier de Valens Kajeguhakwa, un homme d'affaires tutsi proche du président Habyarimana. 
Kanguka était parrainé par le Front patriotique rwandais (FPR).
En 1990, le magazine Kangura sera créé en réponse à Kanguka, avec un format et une sonorité proche, mais, alors que, en kinyarwanda, Kanguka signifie « réveille-toi ! » (sous-entendu : peuple rwandais), Kangura veut dire « réveille-le ! » (sous-entendu : peuple hutu).